# No tengo dinero
«No tengo dinero» es una canción de Juan Gabriel publicada en 1971. La pieza fue el primer gran éxito del cantante.

## Historia
Juan Gabriel estrenó la canción a finales de los años 60 en el Hawaian, un centro nocturno en Ciudad Juárez, colocándola entre el gusto del público. Tras salir del encarcelamiento en el Palacio de Lecumberri por una acusación injusta de robo hecha por la actriz Claudia Islas, Juan Gabriel reinició su carrera artística con la grabación del álbum. Enrique Okamura, director artístico de RCA Victor, decidió que este tema se incluiría en la primera grabación profesional del cantante, misma que ocurrió el 4 de agosto de 1971 junto a «En el mundo ya no hay paz», «Tres claveles y un rosal» y «Como amigos». Los arreglos de la pieza para el disco fueron de Chucho Ferrer.
El tema fue el primer sencillo del primer álbum del cantante, El alma joven, lanzado en 1971, mismo que logró dos millones de copias. El tema se convirtió rápidamente en un éxito radial. En 1972 el artista grabó un videoclip de la canción y una versión en portugués, «Não tenho dinheiro».
A finales de los años 70 el tema fue lanzado en japonés como «Canega nai Qeledo Mo» con el fin de buscar abrir mercado para el cantante en ese país. En 2003 el tema fue reversionado por Kumbia Kings, logrando colocar el tema en las listas de popularidad de Billboard en los Estados Unidos.